# Jacques Leclercq (théologien)
 (novembre 2023).
La mise en forme du texte ne suit pas les recommandations de Wikipédia : il faut le « wikifier ».
Les points d'amélioration suivants sont les cas les plus fréquents. Le détail des points à revoir est peut-être précisé sur la page de discussion.
- Les titres sont pré-formatés par le logiciel. Ils ne sont ni en capitales, ni en gras.
- Le texte ne doit pas être écrit en capitales (les noms de famille non plus), ni en gras, ni en italique, ni en « petit »…
- Le gras n'est utilisé que pour surligner le titre de l'article dans l'introduction, une seule fois.
- L'italique est rarement utilisé : mots en langue étrangère, titres d'œuvres, noms de bateaux, etc.
- Les citations ne sont pas en italique mais en corps de texte normal. Elles sont entourées par des guillemets français : « et ».
- Les listes à puces sont à éviter, des paragraphes rédigés étant largement préférés. Les tableaux sont à réserver à la présentation de données structurées (résultats, etc.).
- Les appels de note de bas de page (petits chiffres en exposant, introduits par l'outil «  Source ») sont à placer entre la fin de phrase et le point final[comme ça].
- Les liens internes (vers d'autres articles de Wikipédia) sont à choisir avec parcimonie. Créez des liens vers des articles approfondissant le sujet. Les termes génériques sans rapport avec le sujet sont à éviter, ainsi que les répétitions de liens vers un même terme.
- Les liens externes sont à placer uniquement dans une section « Liens externes », à la fin de l'article. Ces liens sont à choisir avec parcimonie suivant les règles définies. Si un lien sert de source à l'article, son insertion dans le texte est à faire par les notes de bas de page.
- La présentation des références doit suivre les conventions bibliographiques. Il est recommandé d'utiliser les modèles {{Ouvrage}}, {{Chapitre}}, {{Article}}, {{Lien web}} et/ou {{Bibliographie}}. Le mode d'édition visuel peut mettre en forme automatiquement les références.
- Insérer une infobox (cadre d'informations à droite) n'est pas obligatoire pour parachever la mise en page.

Pour une aide détaillée, merci de consulter Aide:Wikification.
Si vous pensez que ces points ont été résolus, vous pouvez retirer ce bandeau et améliorer la mise en forme d'un autre article.
Pour les articles homonymes, voir Jacques Leclercq (essayiste), Leclercq et Jacques Leclercq.
Jacques Leclercq, né à Bruxelles le 3 juin 1891 et mort à Beaufays le 16 juillet 1971, est un théologien et professeur de l'Université catholique de Louvain.

## Biographie
Diplômé en droit de l'Université libre de Bruxelles et en philosophie de l'Université catholique de Louvain, cet intellectuel est ordonné prêtre en 1917. Théologien et professeur aux Facultés universitaires Saint-Louis à Bruxelles, puis à l'Université catholique de Louvain, il fonde et dirige à partir de 1926 la revue La Cité chrétienne.
Outre de nombreuses publications, Jacques Leclercq participe à la fondation de l' École des Sciences politiques et sociales et de la Société d'Études politiques et sociales. En 1955, il inaugure le Centre de Recherches sociologiques. Au début des années 1960, il s'enthousiasme pour Vatican II dont il partage un grand nombre de valeurs.
Il prend parti, dès 1945, en faveur de la création d'un mouvement régionaliste wallon d'inspiration chrétienne Rénovation wallonne et écrit, en 1963, un appel aux catholiques à rallier le Mouvement wallon intitulé Les catholiques et la question wallonne.
Le bâtiment qui abrite la faculté des sciences politiques et sociales de l'Université catholique de Louvain porte son nom.[réf. nécessaire]
Il est inhumé à Beaufays, à l'ermitage du caillou blanc.

## Plus chrétien que catholique
Dans les notes de son carnet intime écrites peu de temps après son installation à Beaufays, il écrit : 
« À Louvain, j'ai été pendant vingt-trois ans dans un malaise perpétuel, parce que l'université qui s'intitule catholique, n'est que très partiellement chrétienne. Dans l'esprit de la maison, être catholique, c'est essentiellement mettre l'étiquette catholique sur des activités profanes qu'on exerce comme les autres. Il y a bien des braves gens qui prennent des initiatives chrétiennes, qu'on tolère à condition qu'elles soient soigneusement mesurées, mais l'ensemble est profane... »
Bien avant le concile Vatican II, qui le réjouira, il avait conscience de se situer à contre-courant de siècles de catholicisme clérical: il influencera dans ce sens toute une génération de jeunes intellectuels catholiques belges[non neutre].

## Philosophie morale
Dans son livre Les grandes lignes de la philosophie morale, Jacques Leclercq tente de donner un fondement métaphysique à la philosophie morale. Témoin en est la structure même de la partie systématique de l'ouvrage (parties III et IV), où il traite du bien, du vrai, du beau, du bonheur, du mal, de la liberté, de l'obligation, de la nature, de la perfection, de la sanction, de l'ordre, du sacrifice, du devoir, etc. Il s'inspire de la métaphysique de Thomas d'Aquin, à l'aide de laquelle il entend systématiser la pensée morale de ce dernier, en évolution sur plus de vingt ans, et la dégager d'apports qu'il juge nuisibles (il vise surtout l'influence platonicienne). Cet examen critique est l'objet de l'ouvrage La philosophie morale de saint Thomas devant la pensée contemporaine. Jacques Leclercq, à la suite de Thomas d'Aquin, fonde la morale non pas sur l'obligation, mais sur l'amour du bien.

## Publications
- Saint François de Sales, docteur de la perfection, Paris, Beauchesne, 1928
- Essai de morale catholique. I. Le retour à Jésus; nouvelle édition revue et corrigée, 1944; . II. le dépouillement.III. La vie intérieure 2) éd. revue 1947;. IV. La vie en ordre, Gembloux, Duculot, 1931-1938
- Albert, roi des Belges, Gembloux, Duculot, 1934
- Au fil de l'année liturgique. méditations et prières, Gembloux, Duculot, 1934; nouvelle éd. rev. et aug., 1944
- De la communauté populaire, Paris, Cerf, 1938
- Dialogue de l'homme et de Dieu, Paris, Desclée De Brouwer, 1939
- Sérénité, Bruxelles, ed. de la Cité chrétienne, 1942
- La vie du Christ dans son Église, Paris, Cerf, 1944
- La vocation du chrétien, Paris, Aubier, 1946
- Leçons de droit nature, Namur, Wesmael-Charlier, 1946 (nouvelle édition)
- Culture et personne, Tournai-Paris, Casterman, 1945
- Trente méditations sur la vie chrétien, Tournai-Paris, Casterman, 1946
- La conscience chrétienne devant l'impôt, in La Revue Nouvelle, 15 février 1954, Casterman.
- Le mariage chrétien, Tournai-Paris, Casterman, 1947
- Le problème de la foi dans les milieux intellectuels au XXe siècle, Tournai-Paris, Casterman, 1949
- Changements de perspective en morale conjugale, Paris, éd. Association du mariage chrétien, 1950
- L'enseignement de la morale chrétienne, Paris, éd. du vitrail, 1950
- La vocation religieuse, Tournai-Paris, Casterman, 1951
- Penser chrétiennement notre temps, Paris, Téqui, 1951
- Valeurs chrétiennes, Tournai-Paris, Casterman, 1952
- Vocation du chrétien, Paris, Montaigne, 1954
- Les grandes lignes de la philosophie morale, 1954, Publications universitaires de Louvain/Librairie philosophique J.Vrin.
- Vie du Père Lebbe, Tournai-Paris, Casterman, 1955
- Le chrétien devant l'argent, Tournai-Paris, Casterman, 1957
- Le chrétien devant la planétarisation du monde, Paris, Fayard, 1958
- L'abbé Robert Kothen, une vie de prêtre, Namur, éd? du soleil levant, 1958
- Mère de notre joie, Paris, Casterman, 1959
- Introduction à la sociologie, Louvain, Nauwelaerts; Paris, Béatrice Nauwelaerts, 1959
- Du droit naturel à la sociologie, Paris, Spes, 1960
- Saisir la vie à pleines mains, Paris, Spes, 1961
- Éloge de la paresse, suivi de quelques autres Tournai-Paris, Casterman, 1962
- La rencontre des églises, Tournai-Paris, Casterman, 1962
- Vers une famille nouvelle ?, Paris, éd. universitaires, 1962
- Le prêtre et les époux, Paris, éd. familiales de France, 1962
- Le mariage chrétien, Tournai-Paris, Casterman, 1962
- La révolution de l'homme au XXe siècle, Tournai-Paris, Casterman, 1963
- Les catholiques et la question wallonne, Liège, éd. Les documents wallons, 1963; 2° éd. Charleroi, institut Jules Destrée, 1988
- La philosophie morale de saint Thomas devant la pensée contemporaine, 1955, Publications universitaires de Louvain/Librairie philosophique J.Vrin.
- Nous autres civilisations..., prix Marcelin Guérin de l'Académie française en 1964
- La liberté d'opinion et les catholiquesParis, Cerf, 1963
- Le prêtre devant Dieu et les hommes, Tournai-Paris, Casterman, 1969
- Mariage naturel et mariage chrétien, Tournai-Paris, Casterman,1965
- Croire en Jésus-ChristParis, casterman, 1967
- Joie de vieillir, Paris, éd. universitaires, 1967
- Aujourd'hui, mariage d'amour, Paris, Lethielleux, 1968
- La femme aujourd'hui et demain, Tournai-Paris, Casterman, 1968
- Où va l'Église aujourd'hui, Tournai-Paris, Casterman, 1969